# P.S. Я люблю тебя (роман)
«P.S. Я люблю тебя» (англ. PS, I Love You) — первый роман ирландской писательницы Сесилии Ахерн, изданный в 2004 году и признанный мировым бестселлером. Книга стала одной из самых продаваемых дебют-романов 2004 года в Ирландии, Англии, США, Германии и других странах. В 2007 году компания Warner Bros. экранизировала данное произведение .

## История создания
Свой первый роман Сессилия написала в возрасте 21 года, получив образование по специальности «Журналистика и СМИ». В одном интервью, отвечая на вопросы читателей о своём раннем успехе, она вспоминает:

«Завершив обучение, я планировала изучать кинопроизводство, но спустя два дня покинула курс, чтобы заняться романом „P.S. Я люблю тебя“. Три месяца я жила и дышала только этой книгой. Она полностью меня захватила, я вложила в нее душу. Писала роман для себя, не рассчитывая на публикацию. Сделать решительный шаг меня подтолкнула мама, и с её одобрения я отправила несколько глав литературному агенту, чтобы получить какой-нибудь совет, но получила гораздо больше — контракт на две книги. Это был невероятный момент: неожиданно из студентки, живущей с родителями, я превратилась в женщину, которая строит писательскую карьеру и путешествует по миру. То, что кто-то верил в мои способности, придавало мне сил работать дальше. Мне представилась потрясающая возможность, и я ею воспользовалась».

## Сюжет
Сюжет романа открывает страницы из жизни главной героини — Холли Кеннеди, которая переживает потерю близкого человека, своего мужа Джерри. Однажды она получает от него пакет с письмами, который даёт начало новому этапу в её жизни и возвращает её в те моменты, когда она была счастлива. Всего 10 посланий, каждое из которых заканчивается постскриптумом «Я люблю тебя».

## Экранизация
20 декабря 2007 года состоялась премьера одноименного фильма «P.S. Я люблю тебя», режиссёром которого выступил Ричард ЛаГравенес. Главные роли исполнили Хилари Суонк и Джерард Батлер. В прокате картина собрала примерно в пять раз больше потраченного бюджета, но среди поклонников книги большим успехом не пользовалась.